# غربابة (الحيمة الخارجية)

تعديل مصدري - تعديل

غربابة هي إحدى قرى عزلة دروان بمديرية الحيمة الخارجية التابعة لمحافظة صنعاء، بلغ تعداد سكانها 333 نسمة حسب تعداد اليمن لعام 2004.